# Tyczkowina

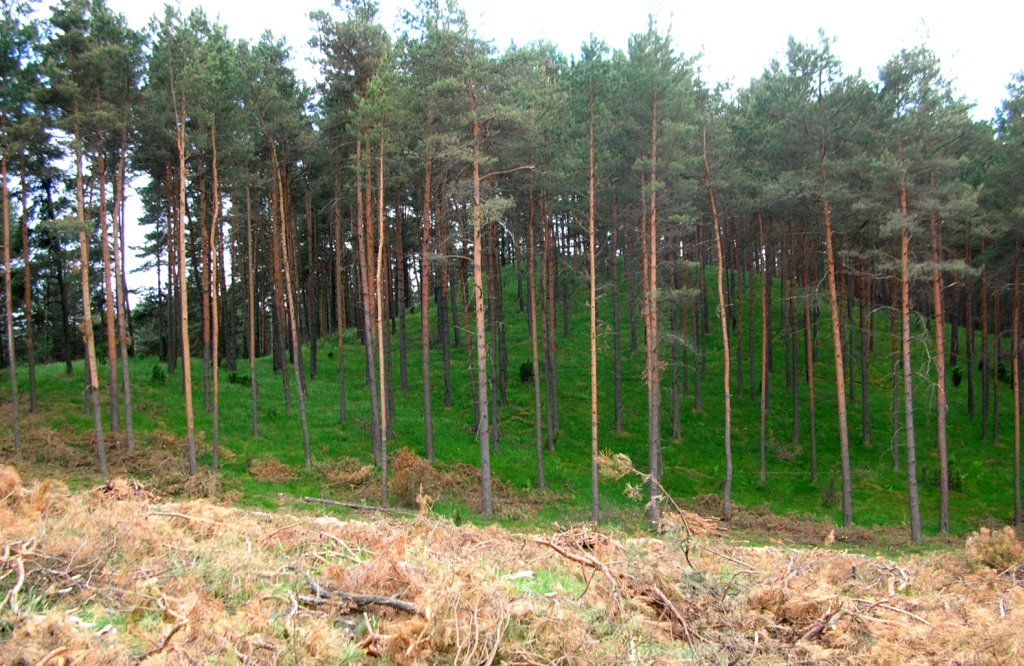
Las w Puszczy Bydgoskiej

Tyczkowina – faza rozwoju drzewostanu pomiędzy młodnikiem a drągowiną. W tym okresie zwarty drzewostan przypomina tyczki. Duże zagęszczenie młodych drzew doprowadza do powstania cienkiego i długiego pnia o grubości w pierśnicy (1,3 m od gruntu) do 10 cm i krótkiej 3 do 5 m korony. Faza tyczkowiny obejmuje lata życia drzewostanu od  25 do 35 lat. W tym okresie następuje silne zwarcie oraz proces przygłuszania i obumierania słabszych drzew.
W tyczkowinach powinno się przeprowadzać pierwsze trzebieże, w celu otrzymania w przyszłości dobrego zarówno pod względem jakościowym, jak i gatunkowym drzewostanu.